# تو بگو دریای سیاه
تو بگو دریای سیاه (به ترکی استانبولی: Sen Anlat Karadeniz) یک مجموعهٔ تلویزیونی ترکی در ژانر درام است. فیلم‌نامه فصل اول این مجموعهٔ توسط عایشه فردا اریلیماز و نهیر اردم و فصل دوم و سوم توسط ارکان بیرگورن نوشته شده است. پخش این مجموعه در ۲۴ ژانویه ۲۰۱۸ از آتی‌وی آغاز و در ۱۳ نوامبر ۲۰۱۹ به پایان رسید.

## بازیگران و شخصیت‌ها

### شخصیت‌ها
| بازیگر             | شخصیت                  | قسمت‌ها |
| ------------------ | ---------------------- | ------ |
| ایرم حلواجی‌اوغلو   | نفس                    | ۱–۶۴   |
| اولاش تونا آستپه   | طاهر کاللی/طاهر دیوونه | ۱–۶۴   |
| سینان توزجو        | مصطفی کاللی            | ۱–۶۴   |
| اویکو گورمن        | آسیه کاللی             | ۱–۶۴   |
| اردال جیندوروک     | فکرت دلیچای            | ۲۲–۶۴  |
| سعید گنای          | عثمان هوپالی           | ۱–۶۴   |
| شندوعان اوکسوز     | جمال رئیس              | ۱–۶۴   |
| نورشیم دمیر        | ثانیه کاللی            | ۱–۶۴   |
| جم کنار            | مراد کاللی             | ۱–۶۴   |
| فورکان اکسوی       | فاتح کاللی             | ۱–۶۴   |
| هیلمی اوزچلیک      | جمیل داعدورن           | ۱–۶۴   |
| نالان کوروچیم      | تورکان داعدورن         | ۱–۶۴   |
| بلفو بنیان         | مرجان داعدورن          | ۱–۶۴   |
| دمیر بیرینجی       | ییت سایار              | ۱–۶۴   |
| دیلا اکتاش         | بالیم کاللی            | ۱–۶۴   |
| دویگو اوستونباش    | اسما هوپالی            | ۱–۶۴   |
| تموز گورکان کاراجا | علی ییلدیریم           | ۱۶–۶۴  |
| علی ارسن دورو      | فرهاد                  | ۵۴–۶۴  |

### شخصیت‌های پایان یافته
| بازیگر            | شخصیت            | قسمت‌ها |
| ----------------- | ---------------- | ------ |
| ایلایدا چویک      | براک یبلماز      | ۹–۴۶   |
| چاعلا اوزاوجی     | نازار داعدورن    | ۱–۴۵   |
| محمدعلی نوراوغلو  | ودات سایار       | ۱–۴۵   |
| صنم گوکتورک       | نوران            | ۱/۳۱   |
| امره اون          | ادریس            | ۱/۳۱   |
| محمت چپیچ         | کمیسر میتات بزوک | ۱/۲۸   |
| امینه تورک ییلماز | جیلان            | ۱۷/۲۵  |
| گزده کانسو        | ایشان سایار      | ۱/۲۱   |
| فاروغ اجار        | نجیب ییلماز      | ۱/۲۰   |

## نمای کلی سریال
| فصل | قسمت‌ها | قسمت‌ها | تاریخ اصلی روی آنتن رفتن | تاریخ اصلی روی آنتن رفتن |
| فصل | قسمت‌ها | قسمت‌ها | اولین بار                | آخرین بار                |
| --- | ------ | ------ | ------------------------ | ------------------------ |
| ۱   | ۲۱     | ۲۱     | ۲۴ ژانویه ۲۰۱۸           | ۶ ژوئن ۲۰۱۸              |
| ۲   | ۳۲     | ۳۲     | ۱۹ سپتامبر ۲۰۱۸          | ۲۹ مه ۲۰۱۹               |
| ۳   | ۱۱     | ۱۱     | ۴ سپتامبر ۲۰۱۹           | ۱۳ نوامبر ۲۰۱۹           |

## دیگر افتخارات
این مجموعهٔ تلویزیونی در سال ۲۰۱۸ در چهل و پنجمین جشنواره جوایز پروانه طلایی در چهار بخش برنده شد:
بهترین زوج مجموعهٔ تلویزیونیی (ایرم حلواجی اوعلو و اولاش تونا آستپه)
بهترین سناریو (عایشه فردا و نهیر اردم)
بهترین بازیگر کودک (دمیر بیرینجی)
بهترین کارگردانی (امره کاباکوشاک، یوسف عمر سیناو و عثمان سیناو)
اردوغان رئیس‌جمهور ترکیه هم از این مجموعهٔ تلویزیونی قدردانی کرد و به آن جایزه داد
صفحه اینستاگرام این مجموعهٔ تلویزیونی تنها در پنج هفته به بیش از یک میلیون دنبال کننده و صفحه یوتیوب هم تنها در یازده ماه به ۳ میلیون نفر و بازدید بالای ۱ میلیارد رسید که رکوردی بی‌سابقه بود
مجموعهٔ تلویزیونی‌های ترکی برای فروش بین‌المللی باید به قسمت سیزدهم رسیده باشند اما بگو دریای سیاه تنها مجموعهٔ تلویزیونی ترکیه ای است که در قسمت ششم به کشورهای خارجی فروخته شد
تا کنون این مجموعهٔ تلویزیونی به بیش از ۶۰ کشور جهان فروخته شده است. از جمله این کشورها افغانستان که در شبکه طلوع پخش شد خبرهایی به گوش می‌رسد که قرار است این مجموعهٔ تلویزیونی در شبکه جم دوبله و پخش شود ولی این اخبار قطعی نیست. این مجموعهٔ تلویزیونی برای زیر ۷ سال مناسب نیست و درعین حال تماشاگران و منتقدان این مجموعهٔ تلویزیونی را برای زیر ۹ سال مناسب نمی‌دانند زیرا در قسمت‌های اول مجموعهٔ تلویزیونی، نفس مورد ضرب و شتم شوهرش قرار می‌گیرد
این مجموعهٔ تلویزیونی ریتینگ بالایی بین تماشاگران داشته و چندین سال است که هیچ مجموعهٔ تلویزیونیی به این ریتینگ دست نیافته.
در زمان پایان مجموعهٔ تلویزیونی بسیاری به شبکه شوتیوی تماس گرفتند و از آنها برای عدم اتمام مجموعهٔ تلویزیونی درخواست کردند بسیاری هم هشتگ تو بگو دریای سیاه نباید تمام شود زدند ولی این تلاش‌ها بی ثمر بود.